# Anoplophora freyi
Anoplophora freyi es una especie de escarabajo longicornio del género Anoplophora, subfamilia Lamiinae. Fue descrita científicamente por Breuning en 1946.
Se distribuye por China. Mide 20-35 milímetros de longitud.